# Sin querer, queriendo
 Sin querer, queriendo es una película de Argentina filmada en Eastmancolor dirigida por Hebert Posse Amorim sobre su propio guion que se estrenó el 14 de noviembre de 1985 y que tuvo como actores principales a Víctor Laplace, Betiana Blum, Oscar Viale, Enrique Liporace y Raúl Taibo.

## Sinopsis
Un periodista sin escrúpulos enfrenta a otro, más idealista.

## Reparto
Intervinieron en el filme los siguientes intérpretes:
| Actor            | Personaje |
| ---------------- | --------- |
| Víctor Laplace   |           |
| Betiana Blum     |           |
| Oscar Viale      |           |
| Enrique Liporace |           |
| Raúl Taibo       |           |
| Erika Wallner    |           |
| Gigí Ruá         |           |
| Carlos Estrada   |           |
| Delfy de Ortega  |           |
| Pepe Novoa       |           |
| Elvia Andreoli   |           |
| Pelusa Vera      |           |
| Vicky Schocrón   |           |
| María Fournery   |           |
| Vicky Olivares   |           |

## Comentarios
Daniel López en Catálogo del Nuevo Cine Argentino 1984-1986 escribió:

«No muy claro en la propuesta, pero firme en sus convicciones, lucha contra el autoritarismo y la soberbia que lo rodean.»

La Nación opinó:

«Contradictoria en cuanto a la finalidad perseguida, (pero) su enfoque resulta honesto, aunque no totalmente válido.»

Clarín dijo:

«Corrupción, homosexualidad y pareja en una saludable práctica de la democracia.»